# Bonini-Paradox
Das Bonini-Paradox, so genannt nach Professor Charles P. Bonini von der Stanford Graduate School of Business, beschreibt Schwierigkeiten beim Konstruieren von Modellen und Simulationen komplexer Systeme, beispielsweise dem menschlichen Hirn.
In neuerer Zeit wurde das Paradox durch John M. Dutton und William H. Starbuck neu formuliert: „Werden Modelle komplexer Systeme vollständiger, so werden sie auch weniger verständlich. Anders ausgedrückt: während ein Modell realistischer wird, wird es ebenso schwierig zu verstehen wie der reale Prozess, den das Modell repräsentiert.“ (Computer Simulation of Human Behaviour, 1971)

## Vorläufer
Das Paradox wurde schon früher in einem Zitat von Paul Valéry erwähnt: „Alles Einfache ist falsch, alles Komplizierte unbrauchbar.“ (Notre Destin et les Lettres, 1937)
Der Biologe Richard Levins (1930–2016) erwähnt eine ähnliche Erkenntnis, wenn er feststellt, dass komplexe Modelle „zu viele Parameter zum Messen“ haben, wodurch man zu analytisch unlösbaren Gleichungen komme, die die Kapazität unserer Computer übersteigen, wobei die Ergebnisse selbst dann bedeutungslos wären, wenn wir sie lösen könnten.

## Vergleiche
- Ashbysches Gesetz